# Gloria Foster
Gloria Foster, née le 15 novembre 1933 à Chicago, aux États-Unis, et morte le 29 septembre 2001 à New York, aux États-Unis, est une actrice américaine.

## Filmographie

### Télévision
- 1968 : Les Bannis - Épisode 5
- 1985 : The Atlanta Child Murders de John Erman
- 1992 : New York, police judiciaire - Saison 3
- 1996 : New York, police judiciaire - Saison 7

### Cinéma
- 1967 : Les Comédiens (The Comedians) : Mme Philipot
- 1972 : Man and Boy : Ivy Revers
- 1987 : Leonard Part 6 de Paul Weiland : Medusa Johnson
- 1991 : City of Hope : Jeannette
- 1999 : Matrix : L'Oracle
- 2003 : Matrix Reloaded : L'Oracle